# Droga krajowa B327 (Niemcy)
Droga krajowa 327 (Bundesstraße 327, B 327) – niemiecka droga krajowa przebiegająca na osi północ – południowy zachód od skrzyżowania z drogą B9 i B49 w Koblencji do skrzyżowania z drogą B407 koło Hermeskeil w Nadrenii-Palatynacie.

## Trasy europejskie
Droga pomiędzy skrzyżowaniami z drogą B50 koło Wahlenau i Morbach-Hinzerath jest częścią trasy europejskiej E42 (ok. 10 km).

## Linki zewnętrzne

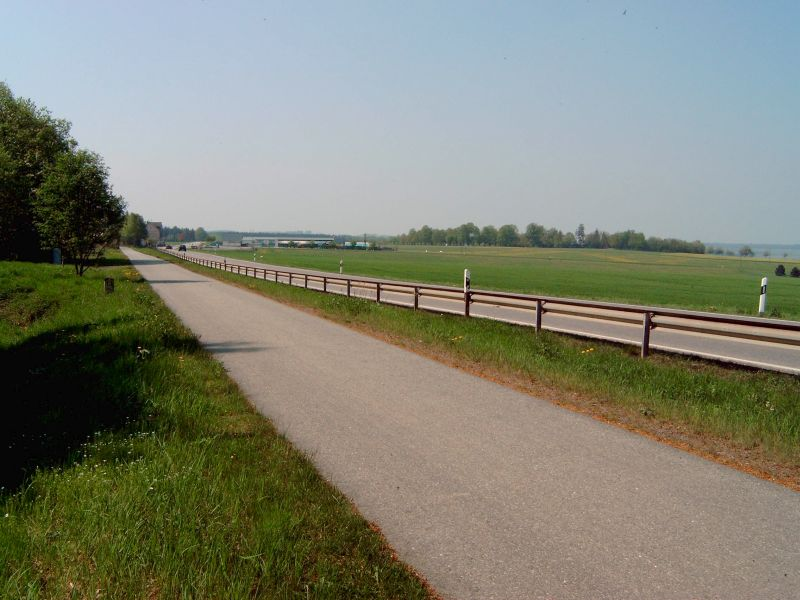
Droga rowerowa wzdłuż B327 w okolicach Kastellaun
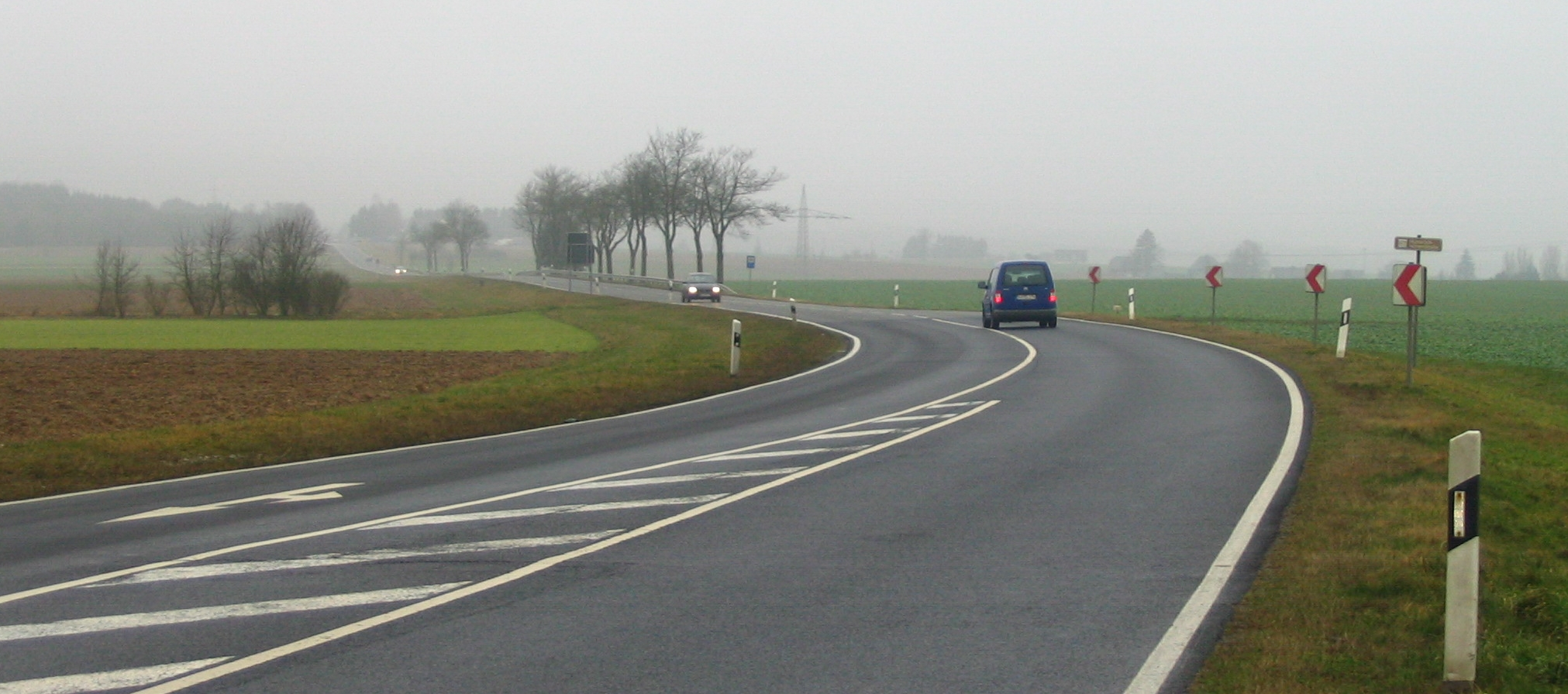
Droga B327 koło Rödelhausen